# Alchemilla murisserica
Alchemilla murisserica är en rosväxtart som beskrevs av Maillefer. Alchemilla murisserica ingår i släktet daggkåpor, och familjen rosväxter. Inga underarter finns listade i Catalogue of Life.